# Margaret Barrington

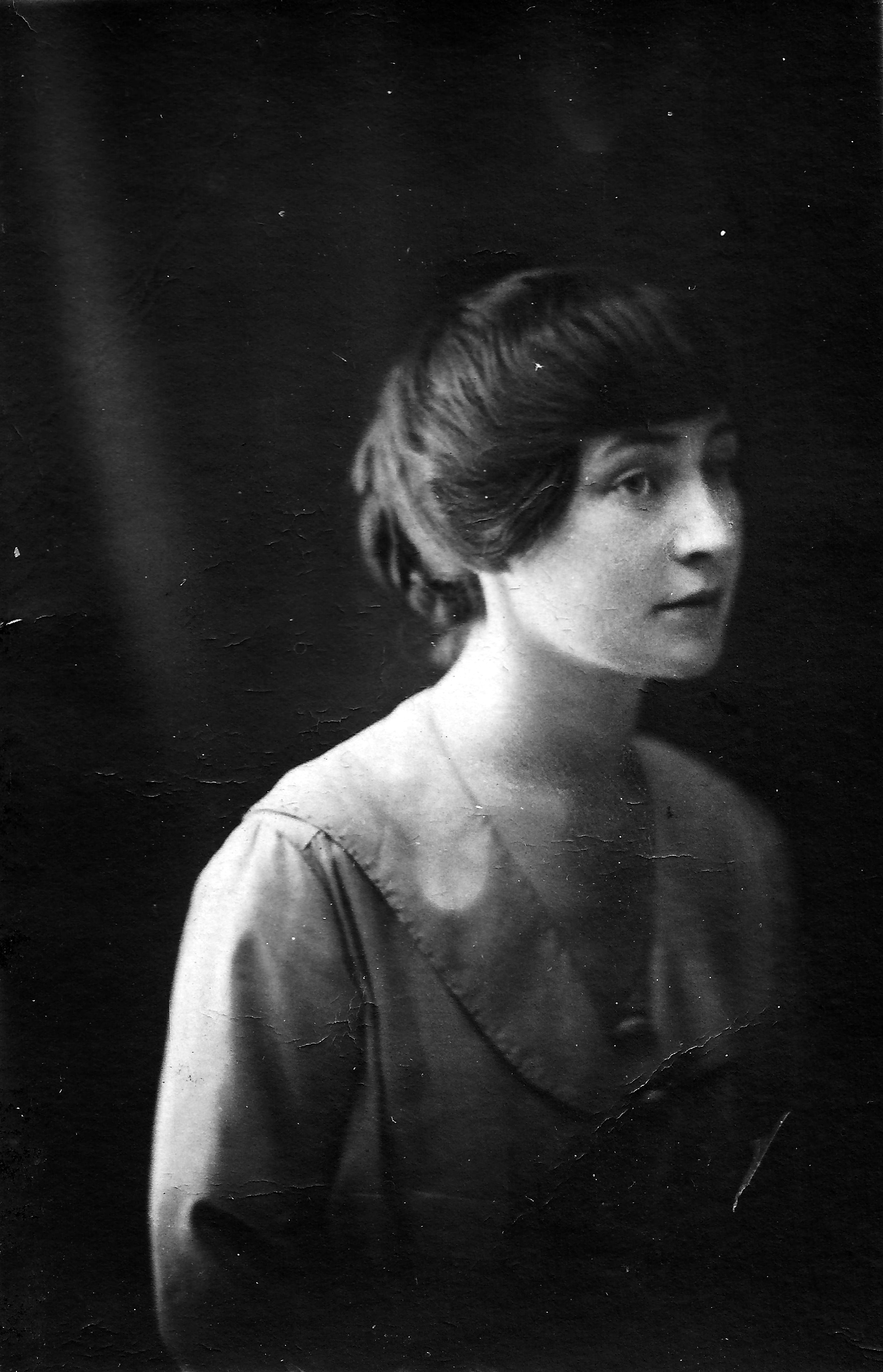
Margaret Barrington in den frühen 1920er-Jahren

Margaret Louise Barrington (* 10. Mai 1896 in Malin, County Donegal, Irland; † 8. März 1982 in Kinsale, County Cork, Irland) war eine irische Schriftstellerin und Journalistin.

## Leben

### Kindheit und Ausbildung
Margaret Barrington wurde als Tochter von Richard Barrington und Charlotte Barrington, geb. Scott, geboren. Sie war eine von drei Töchtern dieser protestantischen Familie. Ihr Vater war Sergeant bei der Royal Irish Constabulary, später Distrikt-Inspektor. Wegen der schlechten gesundheitlichen Verfassung ihrer Mutter lebte sie zunächst beim Großvater mütterlicherseits auf dessen Anwesen in Malin. Später zog sie zu ihren Eltern nach Dungannon, County Tyrone. Sie besuchte die Royal School in Dungannon, eine Klosterschule in Valencia und das Alexandra College in Dublin. Nach einem Jahr, das sie in der Normandie verbrachte, schrieb sie sich am Trinity College Dublin (TCD) ein, wo sie Französisch und Deutsch studierte und ihr Studium 1918 mit einem Bachelor und einer Gold-Medaille in Moderner Literatur abschloss.

### Frühe Werke
Barringtons erste Veröffentlichung war am 5. Juni 1918 ein Artikel in der Zeitschrift des TCD, College Miscellany, in dem sie über die Behandlung weiblicher Studenten am College schrieb.
Ihre Zeit in Dublin war von den Ereignissen rund um den Osteraufstand und den Irischen Bürgerkrieg geprägt. In den Ruinen und Trümmern der Stadt fand sie zur Literatur und zu den radikalen literarischen Kreisen. Dort machte sie auch Bekanntschaft mit irischen Republikanern. Es war ausgerechnet Margaret Barringtons Vater, der als Polizist 1918 Constance Markiewicz verhaftete. Markiewicz erzählte ihr später, dass es eine Freude gewesen sei, von ihrem äußerst respektvollen Vater verhaftet worden zu sein, der sie persönlich zum Schiff nach England transportiert und dem Kapitän die Anweisung gegeben habe, ihr eine First-Class-Kabine zuzuteilen.
1922 heiratete sie den Historiker Edmund Curtis, der als Professor am TCD lehrte. Sie gab in mehreren Dubliner Schulen Französisch- und Deutsch-Unterricht.
Im Dezember 1923 veröffentlichte sie im Dublin Magazine ihre erste Kurzgeschichte, der im März 1924 ein Theaterstück folgte. Ihr Ruf als Schriftstellerin wurde durch ihre regelmäßigen Besuche im Literaturzirkel um George William Russell gefördert, wo sie unter anderem auf James Stephens, William Butler Yeats und Liam O’Flaherty traf. Letzteren hatte sie im März 1924 bei Russell kennen gelernt. Bereits im Juli desselben Jahres verließ sie ihren Ehemann, um mit O’Flaherty in England zu leben. Die allgemeine Empörung darüber steigerte sich in der etablierten Literaturszene noch, als sie im August 1924 eine kontroverse Kurzgeschichte, Colour, in Francis Stuarts Journal To-Morrow veröffentlichte, in der sie sich gegen ethnisch bedingte und sexuelle Tabus wandte. To-Morrow war eines der Magazine, die zwar nur in kleinen Auflagen gedruckt wurden, aber großes Potenzial hatten, das Establishment des prüden, jungen Irischen Freistaats zu verärgern.
Barrington und O’Flaherty kehrten im Dezember 1924 nach Irland zurück, wo ihnen die alten Bekanntschaften nach wie vor kühl und zurückhaltend gegenübertraten. Nach ihrer Scheidung von Edmund Curtis heiratete sie Liam O’Flaherty im März 1926. Kurz darauf wurde ihre Tochter Pegeen geboren. O’Flaherty bewunderte ihren Intellekt und ihr Talent, ermutigte sie zu schreiben und sandte gelegentlich Auszüge ihrer Werke an seinen Freund, den Kritiker Edward Garnett. Dennoch schrieb Barrington in den acht gemeinsamen Jahren, in denen sie sehr viel durch Irland, England und Frankreich reisten, nur sehr wenig. Sie schob das nach eigenem Bekunden auf die „Schwierigkeiten“, die das Eheleben mit sich bringe. 1932 ließen sie sich scheiden.

### Produktivste Lebensphase
Barrington zog nach London und erlebte nun ihre produktivste Phase als Schriftstellerin und Journalistin. Auch in London kam sie schnell in Kontakt mit dem Netzwerk radikaler „London-Iren“, das aus linken irischen Schriftstellern bestand, wie dem jüdischen Dubliner und Kommunisten Leslie Daiken. Während des Spanischen Bürgerkriegs schrieb sie Artikel, machte Übersetzungsarbeiten, organisierte die Unterstützung für die spanischen Republikaner und half Flüchtlingen aus Nazi-Deutschland.
Als überzeugte Anhängerin der Labour Party wurde sie im November 1938 Redakteurin der regelmäßigen „Frauen-Kolumne“ in der linksgerichteten Zeitung Tribune. In einer Zeit, in der man in anderen Magazinen deren Leserinnen gewidmete Seiten als „Frauen-Angelegenheiten“ abtat, schrieb Barrington in der Tribune über die Auswirkungen des Kapitalismus auf die Haushalte und über den drohenden Krieg, in dem wieder Mütter ihre Söhne würden verabschieden müssen. Sie erhielt in dieser Zeit Leserbriefe von Fans ihrer Kolumne. Ihre Beiträge wurden auch von der BBC im Radio gesendet.
1939 wurde ihr Roman My cousin Justin (in den USA unter dem Titel Turn Ever Northward) veröffentlicht, der autobiografische Züge aufweist und sich unter anderem mit der Rolle des irischen Sozialismus vor und nach dem Bürgerkrieg auseinandersetzt.
Mit dem Ausbruch des Zweiten Weltkriegs ging sie zurück nach Irland. Zwischen 1941 und 1952 veröffentlichte sie regelmäßig Essays, Kurzgeschichten, Briefe und Kritiken.

### Späte Jahre, Tod und Nachwirkung
Nachdem Barrington von 1947 bis 1953 in Castletownshend gelebt hatte, zog sie nach Kinsale. Über ihre späteren Jahre ist wenig bekannt. Sie starb in einem Pflegeheim in Kinsale. 
Fünf Monate nach ihrem Tod erschien eine Sammlung ihrer Kurzgeschichten, David’s daughter Tamar. Eine ihrer Kurzgeschichten, Village without Men, wurde 2016 in der Anthologie The Glass Shore: Short Stories from the North of Ireland, herausgegeben von Sinéad Gleeson, neuveröffentlicht. Die Story war ursprünglich 1944 in der Anthologie They go, the Irish, einer Sammlung von Geschichten irischer Schriftsteller, die den Krieg der Alliierten gegen Nazi-Deutschland unterstützt hatten, abgedruckt. Mindestens drei ihrer Romane blieben unveröffentlicht.